# Чечотка, Эразм
Эразм Чечо́тка (Тлоки́нский) герба Ястржембец, другой вариант имени — Розмус (пол. Erazm Czeczotka (Tłokiński), Великая Польша — 1587 год, Краков) — краковский бурмистр, торговец тканями.
Происходил из Великой Польши. В Кракове проживал в доме по современной улице святой Анны, 2, который сегодня называется его именем. C 1547 года в течение 40 лет был членом городского совета. Неоднократно занимал должность бурмистра Кракова. Породнился через жену с родом Монтелюпих и в 1552 году ему был присвоен дворянский титул. Взял себе герб Ястржембец и стал называть себя Тлокинским.
Занимался ростовщичеством, финансовыми махинациями. Вёл распутный образ жизни, приговаривал к смерти невинных людей, за что получил прозвища Малый Цезарь, Краковский Борджиа, Кровавый Бурмистр. Был собственником деревни Грембалув (сегодня — оседле Грембалув Дзельницы XVII Взгужа-Кшеславицке).